# Richard Prosser (clérigo)
Richard Prosser, DD (1748 – 1839) foi arquidiácono de Durham de 1808 até à sua morte.

## Biografia
Prosser foi educado no Balliol College, Oxford.
Ele ocupou cargos clericais em Colchester, Gateshead e Easington.
Ele morreu em 8 de outubro de 1839.